# روبرت أ. إم. ستيرن
روبرت أ. إم. ستيرن (بالإنجليزية: Robert A. M. Stern)‏ هو أستاذ جامعي ومهندس معماري أمريكي، ولد في 23 مايو 1939 في بروكلين في الولايات المتحدة.

## وصلات خارجية
- الموقع الرسمي
- روبرت أ. إم. ستيرن على موقع IMDb (الإنجليزية)
- روبرت أ. إم. ستيرن على موقع الموسوعة البريطانية (الإنجليزية)
- روبرت أ. إم. ستيرن على موقع مونزينجر (الألمانية)